# Vermes (Svájc)
Vermes egy svájci község Jura kantonban, Delémont kerületben. A korábbi német nevét (Pferdmund) már nem használják.

## Fekvése
Vermes a kanton székhelyétől, Delémonttól 12 kilométernyire fekszik kelet-délkelet irányban, a tengerszint feletti magassága pedig 566 méter. A település a Gabiare-patak völgyében, a Delsbergi-medence szinklinálisával párhuzamosan, a jura-hegységi Mont Raimeux hegy északi lábánál terül el.
A község 18,3 km²-nyi területe magába foglalja a Vermes-i völgykatlant, melyet északról a Plain Fayen (759 m) és a Forêt du Droit (768 m), illetve a Moton (797 m) határol. A Moton és a Plain Fayen között található az úgynevezett Állatkert-szakadék (Tiergartenschlucht), melyet a Gabiare-patak vájt az antiklinálisba. A község déli része a Mont Raimeux hegylánc északi lejtőit foglalja magába, melynek gerincén a település legmagasabb pontja is fekszik (1241 m), illetve az ettől keletre elterülő Envelier-völgy is itt található. Vermes területének egy része keleti irányban egészen a Schönenbergig (1193 m) ér. A völgyet átszelő Gabiare a Scheltenbach nevű patakba (franciául: La Scheulte) ömlik, mely a Birs folyót táplálja. A település területéből 7,8 km² (38,7%) mezőgazdasági használatban van, 10,42 km² (56,9%) pedig erdősített. A fennmaradó 0,65 km² (3,6%) beépített (épületek és utak) terület, illetve 0,04 km² (0,2%) a folyóvizek és 0,06 km² (0,3%) a felhasználatlan területek kiterjedése.
A településhez tartozik az Envelier-tanya (németül Im Wiler ill. Welschwiler) (624 m) és több kisebb gazdaság is. Vermes szomszédtelepülései Jura kantonon belül Rebeuvelier, Vicques, Courchapoix, Corban és Mervelier, illetve Bern kantonban Schelten, Seehof, Corcelles és Crémines.

## Története
A település első említése (Verteme) 769-ből származik, mely a gall vertima (csúcs, hegy) szóból eredeztethető. A 7.-től 10. századig egy kis kolostor állhatott ezen a helyen, mely a Moutier-Grandval-i kolostorhoz tartozott. 1308-ban bukkan fel először a Vermunt névalak. 1793-tól 1815-ig Vermes Franciaországhoz tartozott, és kezdetekben az 1793 és 1800 között létező Mont Terrible-i, majd a Haut-Rhin département-hoz tartozott. A Bécsi kongresszus 1815-ös döntése értelmében a település Bern kanton tulajdonába került. 1979. január 1-től, az újonnan megalakuló Jura kanton részévé vált.
Jelenleg a Val Terbi (a Delsbergi-medence keleti része) községei (Corban, Courchapoix, Courroux, Mervelier, Montsevelier, Vermes és Vicques) egy összeolvadást terveznek, mely 2012 végére várható.

### Címere
Vermes arany alapú címerén kék harántpólya, illetve két lóhere található, melyek Georges Hugué de Raymontpierre, a közeli Raymontpierre kastély urának címerére utalnak.

## Politika
A 2007-es választásokon a Svájci Szociáldemokrata Párt (Sozialdemokratische Partei der Schweiz) a szavazatok 50,7%-át szerezte meg. A Svájci Néppárt (Schweizerische Volkspartei) 23,47%-ot, a Kereszténydemokrata Néppárt (Christlichdemokratische Volkspartei)
12,21%-ot és a Keresztény Szociális Párt (Christlich-soziale Partei) 9,39%-ot szerzett.

## Népesség
A 2010-es adatok alapján a településen 329 személy lakott, melyből 3,9% külföldi származású volt. A helyiek 69,6%-a (222 személy) francia, 28,2%-a (90 személy) pedig német anyanyelvű. Rajtuk kívül angol és olasz anyanyelvűek is előfordulnak. A község Envelier-i részén a német ajkúak aránya nagyobb, ahol még fennmaradtak olyan hagyományos germán eredetű helynevek mint: La Wüstmatte, Rambode, Le Schlag, La Rossmatte, Schöne(n)berg, Chez le Zuber, La Sonnenberg, Rière Buchwalder.
A  harmincéves háború előtt a helyi egyházközség 250 főt számlált, majd a háború után, 1660-ban kevesebb mint 60-at. 1725-ben a helyi pap már 539 főt számolt össze (bár ebben az időszakban Vermes és Rebeuvelier egy egyházközséget alkottak). 1780-ban azonban 603 személyt tartottak nyilván (már Rebeuvelier nélkül).
A francia uralom alatt 1804-ben 500 főt számoltak össze, majd 1838-ra ez a szám 570-re nőtt. A csúcspont 1850-ben volt, amikor is 605 személyt tartottak nyilván. A 20. században a helyi népesség száma lassan csökkent.
2010-ben a lakosság 50,7%-a férfi és 49,3% nő volt. A férfiak megoszlása a következő volt: 167 svájci, 6 nem svájci. A nőknél 152 svájci, illetve 10 nem svájci.
A gyermekek és fiatalok (0-19 évesek) 24,5%-át, a felnőttek (20-64 évesek) 56,4%-át, míg az idősek (64 év fölött) 19,1%-át teszik ki a lakosságnak.

### A népesség alakulása
A népesség alakulása 1818-tól 2000-ig:

## Gazdaság
A település gazdaságát túlnyomó részt a mezőgazdaság határozza meg, melyen kívül kevés helyi munkalehetőség van. Ezért a munkaképes lakosság (több mint 50%-a a népességnek) ingázni kényszerül Vermes és Delémont között.

## Közlekedés
Vermes távol esik a fontosabb közutaktól, melyek csak Vicques irányába közelíthetőek meg. Ezen az útszakaszon egy buszjárat közlekedik.

## Oktatás
Vermes lakóinak 21,7%-a (101 személy) középiskolát végzett, 7,2% (23 személy) pedig egyetemi vagy főiskolai végzettséggel rendelkezik. Utóbbiak 56,5%-a svájci származású férfi és 26,1%-a svájci származású nő.
A 2009-2010-es tanévben két osztályban összesen 26 diák tanult a településen. Óvodai oktatás nincs a községben. A kantonban csak kilenc „Sekundarschule” (7.-9. osztály) van, ezért a helyi diákok más településen folytatják tanulmányaikat.
2000-ben összesen 27 diák tanult a községen kívüli iskolákban.

## Vallás

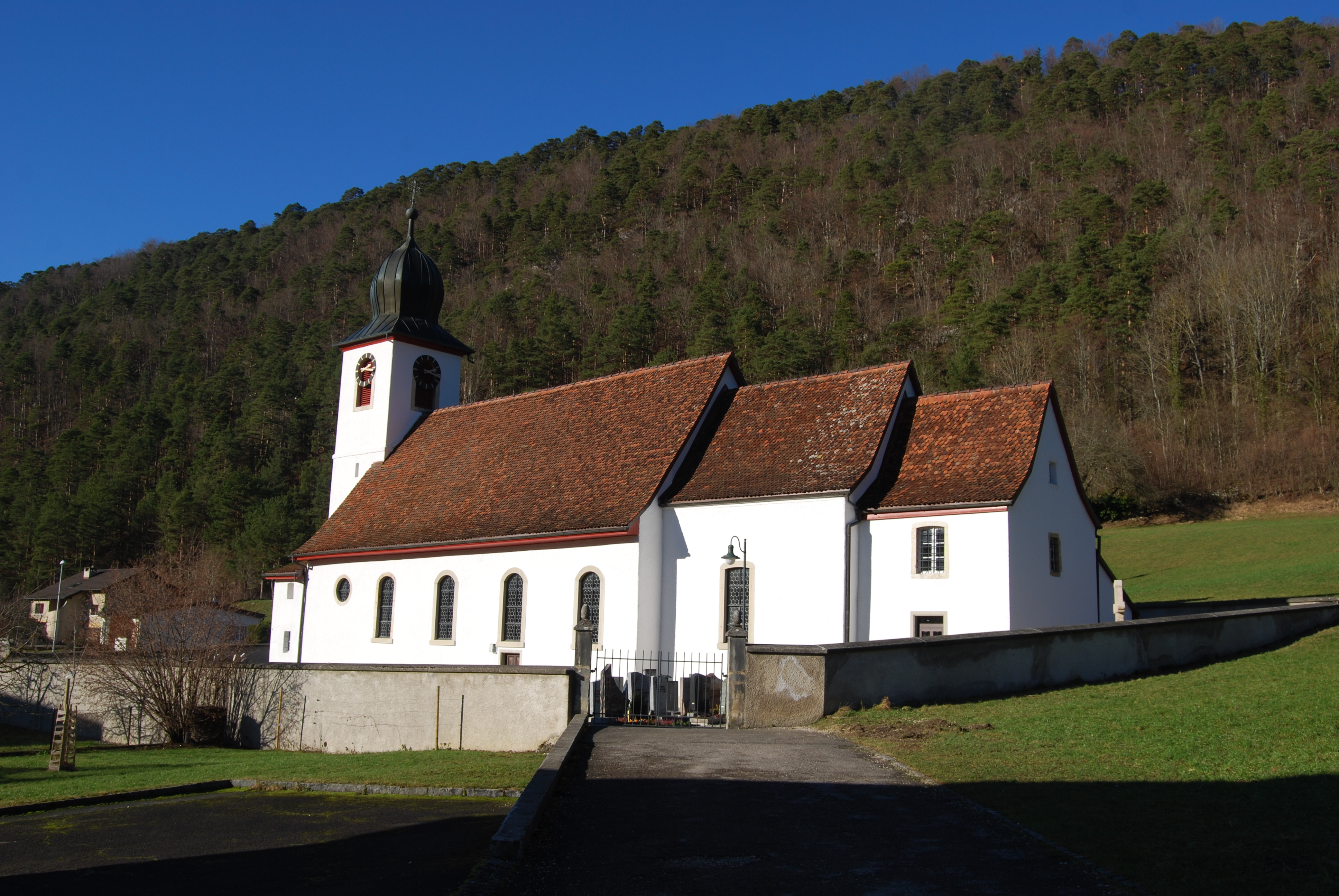
Szent Péter és Pál-plébániatemplom

2000-ben 57,7% (184 személy) római katolikusnak, 13,2% (42 személy) pedig reformátusnak vallotta magát. A lakosság 26,33%-a (84 személy) más keresztény felekezethez tartozott, két személy (0,63%) pedig muszlim hitű volt. 37 személy (11,60%) agnosztikus, ateista, vagy nem tartozott egyetlen egyházhoz sem, illetve 1 személy „más egyház”-at jelölt be. 11 személy (3,45%) pedig nem válaszolt a vallást érintő kérdésre.

## Híres emberek
- Arnold Bessire (ismertebb nevén Abbé Bessire) (1922-1999), svájci teológus, zenész, zeneszerző

## Látnivalók
A Szent Péter és Pál-plébániatemplom (Saint-Pierre-et-Paul) 1723-ban egy középkori kápolna maradványainak felhasználásával épült. A 18. század végéig többször is kibővítették. Egy 1962-es restauráció alkalmával gótikus falfestmények kerültek elő, melyek a 15. századból származnak. A Mont Raimeux egy kiszögellésén, 930 m magasan található a Raymontpierre kastély (németül: Remontstein vagy Remuntstein), melyet 1600 körül építettek.
Envelier látnivalói közé tartozik a Szent József-kápolna, mely mai formáját 1863-ban nyerte el, illetve egy malom, mely 1970-ig működött.

## Galéria

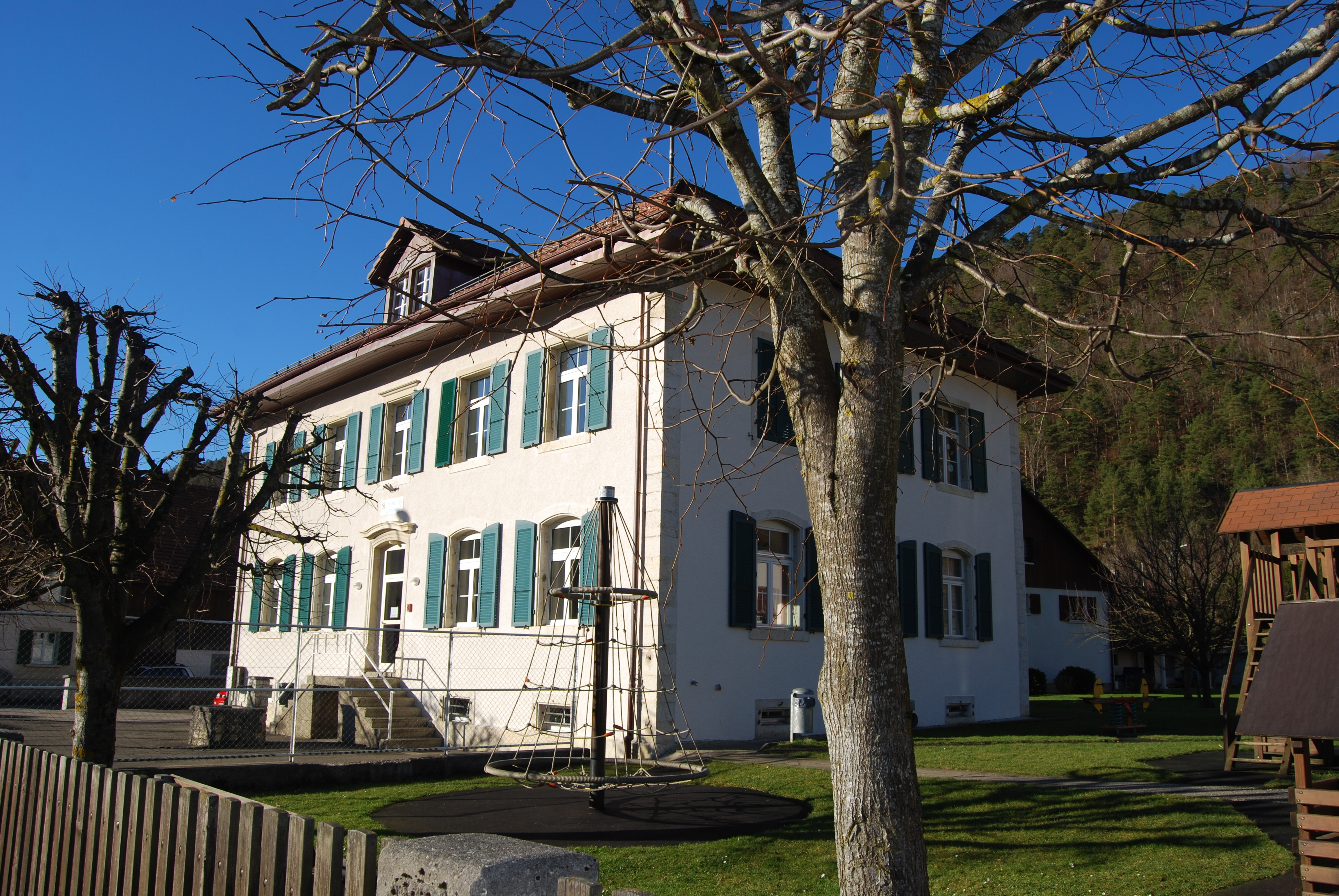
Községháza
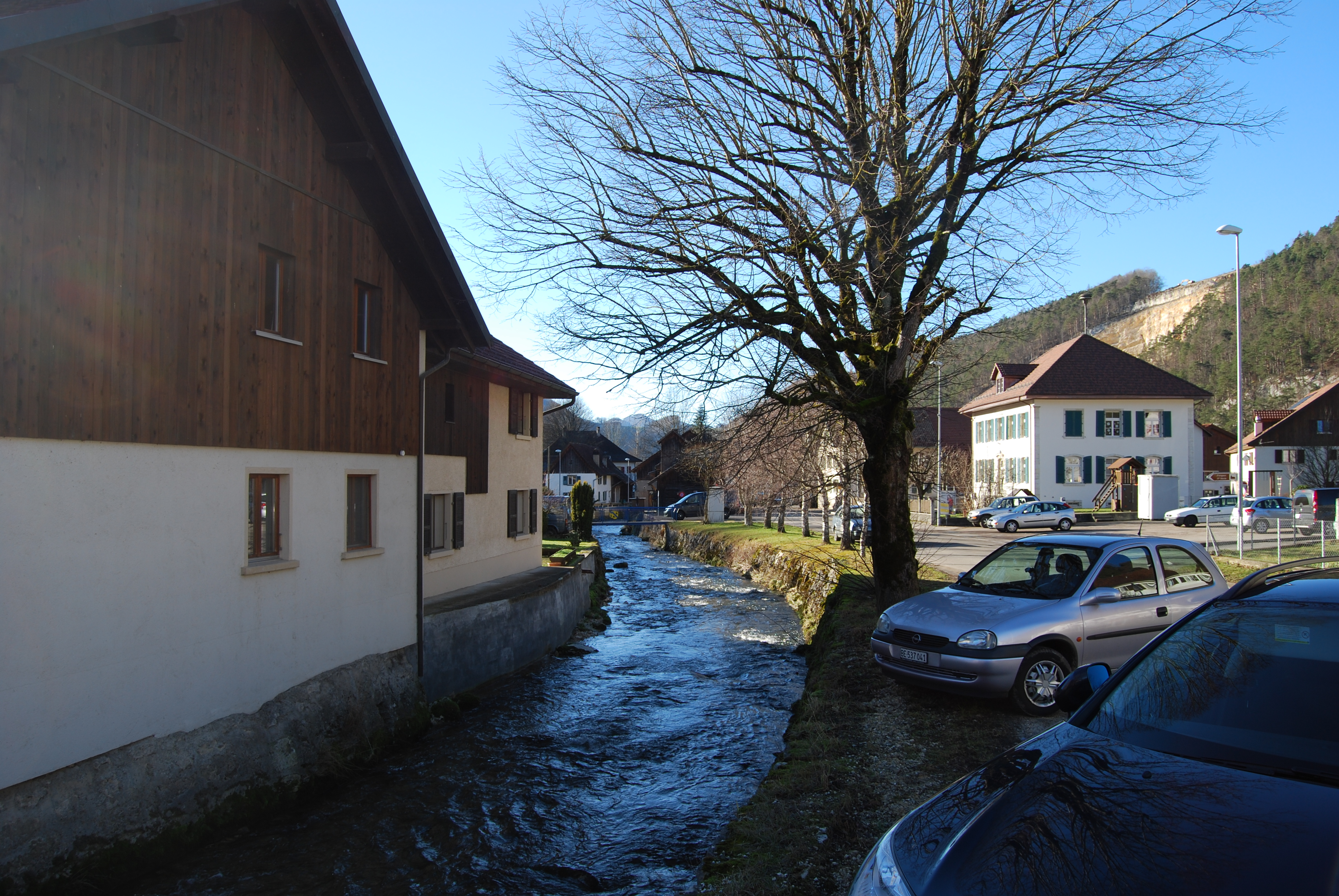
A Gabiare-patak a település központjában
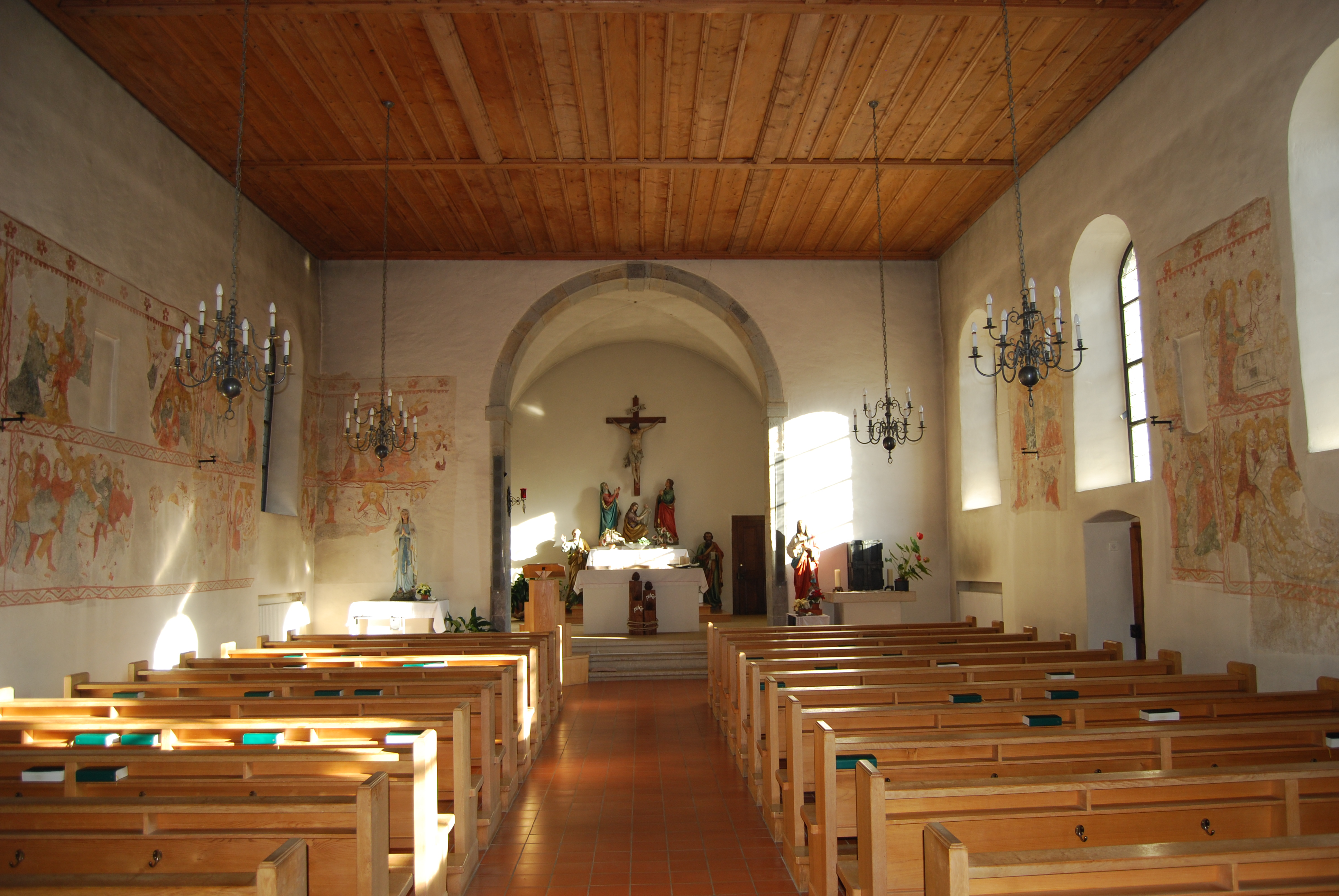
Templombelső a 15. századi freskókkal
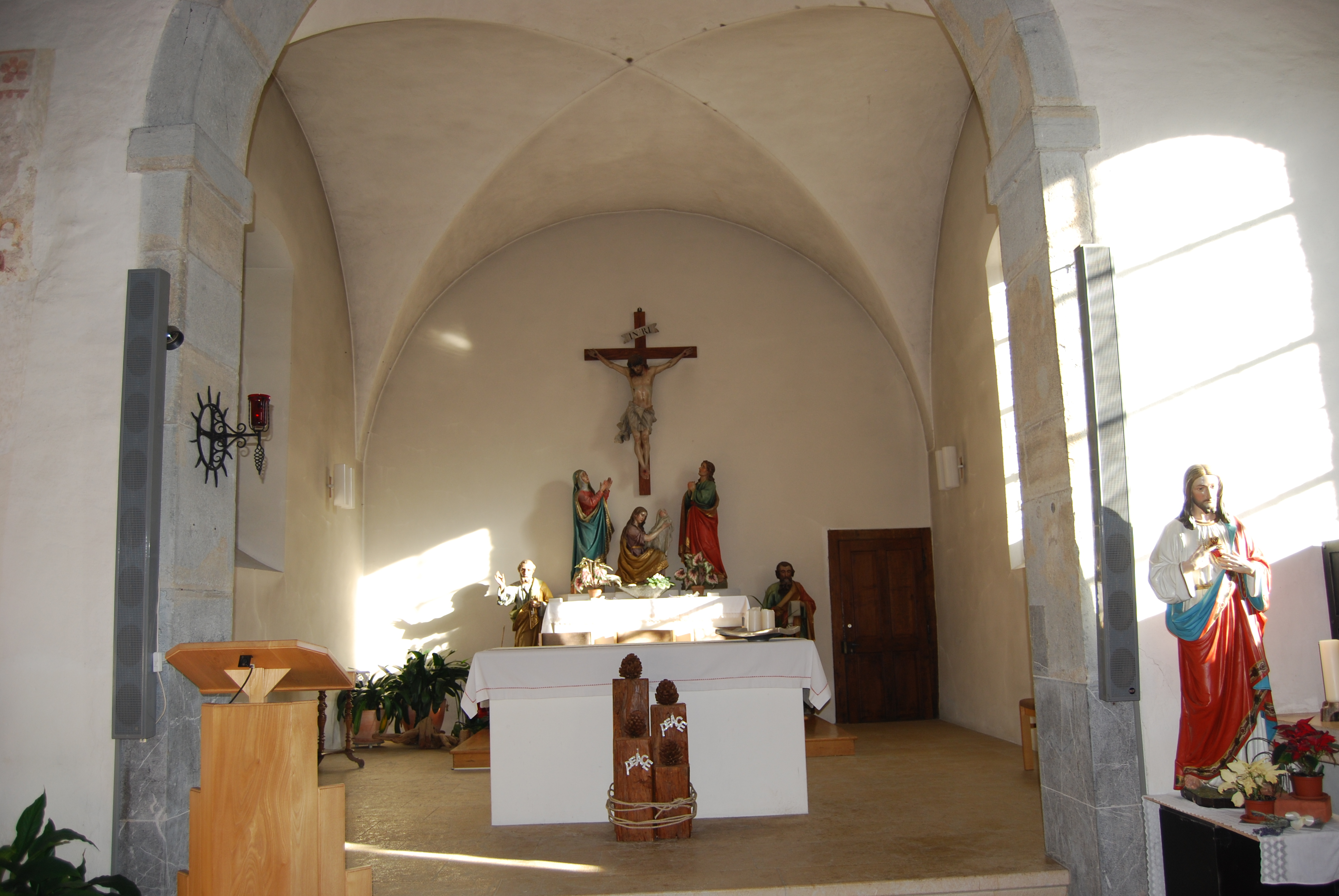
Templombelső
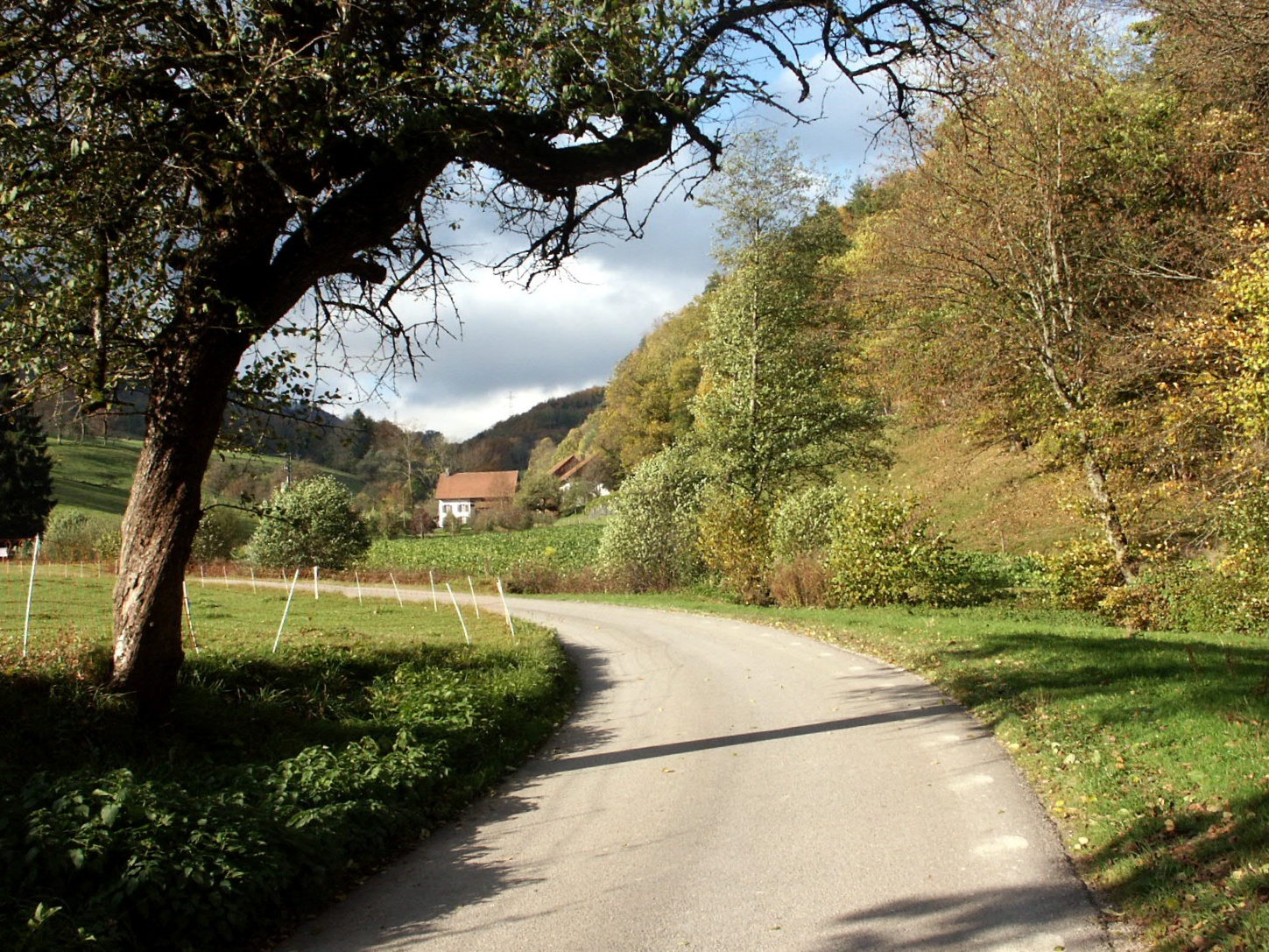
Tiergartenschlucht (Állatkert-szakadék)
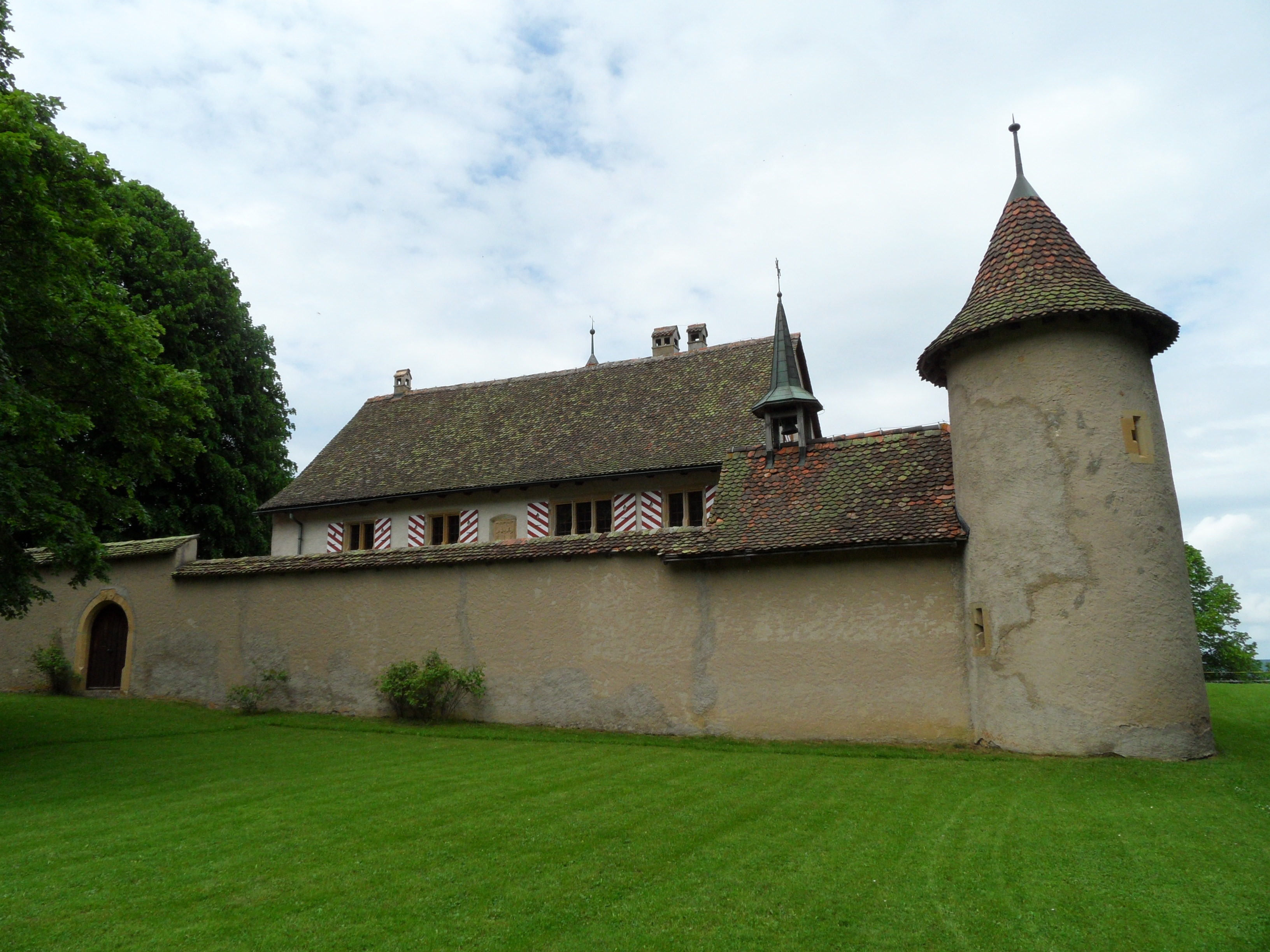
Raymontpierre (Remontstein) kastélya

## Fordítás
- Ez a szócikk részben vagy egészben  a   Vermes című német Wikipédia-szócikk ezen változatának fordításán alapul.  Az eredeti cikk szerkesztőit annak laptörténete sorolja fel. Ez a jelzés csupán a megfogalmazás eredetét és a szerzői jogokat jelzi, nem szolgál a cikkben szereplő információk forrásmegjelöléseként.
- Ez a szócikk részben vagy egészben  a   Vermes, Switzerland című angol Wikipédia-szócikk ezen változatának fordításán alapul.  Az eredeti cikk szerkesztőit annak laptörténete sorolja fel. Ez a jelzés csupán a megfogalmazás eredetét és a szerzői jogokat jelzi, nem szolgál a cikkben szereplő információk forrásmegjelöléseként.